# Hueste de Guillermo II de Bearne en Mallorca
La Hueste de Guillermo II de Bearne y Montcada en Mallorca se alzó por orden de Guillermo II de Bearne y Montcada, Vizcondado de Bearn a instancias del rey Jaime I de Aragón para la Cruzada contra Al-Mayûrqa.